# Bothropoma ponsonbyi
Bothropoma ponsonbyi is een slakkensoort uit de familie van de Colloniidae. De wetenschappelijke naam van de soort is voor het eerst geldig gepubliceerd in 1897 door Sowerby.